# Namakan River
Der Namakan River ist ein Fluss im Rainy River District in der kanadischen Provinz Ontario unweit der Grenze zu den Vereinigten Staaten. 
Der Namakan River bildet den Abfluss des Lac la Croix zum weiter westlich gelegenen Namakan Lake. Er verlässt den Lac la Croix an dessen westlichem Nordufer. Er fließt anfangs in nördlicher Richtung. Der Fluss spaltet sich dabei in zwei Arme auf, die sich im Threemile Lake wieder vereinigen, welchen er im Anschluss durchfließt. Der Namakan River setzt nun seinen Kurs in westlicher Richtung fort, durchfließt die kleineren Seen beziehungsweise Flussverbreiterungen Bill Lake und Little Eva Lake, bevor er das Ostufer des Namakan Lake erreicht. 
Auf seiner Strecke überwindet er mehrere Stromschnellen, darunter  Myrtle Falls, Quetico Rapids, High Falls, Hay Rapids und Lady Rapids.
Größere Nebenflüsse sind Bearpelt Creek und Quetico River, beide von rechts.
Der Namakan River hat eine Länge von 32 km. Er überwindet dabei einen Höhenunterschied von 22 m. Am Abfluss aus dem Lac la Croix beträgt der mittlere Abfluss des Flusses 109 m³/s.